# Barnie et ses petites contrariétés
Pour plus de détails, voir Fiche technique et Distribution.
Barnie et ses petites contrariétés est un film français réalisé par Bruno Chiche, sorti en 2001.

## Synopsis
Barnie aime sa femme, sa maîtresse et son amant. Il travaille à Londres, mais habite en France. Le jour de son anniversaire, il reçoit trois cadeaux identiques, chacun venant respectivement de ses trois amours : trois week-end en amoureux à Venise en Orient-Express, le 1er mai. Pour préserver son mariage, il renvoie les deux billets à ses amoureux clandestins. Cependant, Barnie se trompe en les postant. Ainsi, Mark reçoit l'enveloppe destinée à Margot, et vice-versa. Les deux amants, mécontents se rendent au bureau de Barnie et font connaissance. Ensemble, ils décident de rendre une petite visite à Barnie, en France, où ils rencontrent… sa femme !

## Fiche technique
- Titre : Barnie et ses petites contrariétés
- Titre international : Barnie's Minor Annoyances
- Réalisation : Bruno Chiche
- Scénario : Bruno Chiche, Alain Layrac et Fabrice Roger-Lacan
- Producteur : Philippe Rousselet
- Producteur exécutif : François-Xavier Decraene
- Sociétés de production : Assise Productions, BAC Films, Canal+, Les Films de la Suane, TF1 Films Production
- Matériel de tournage : Panavision et Transpalux
- Musique : Alexandre Desplat, interprétée par Bratsch
- Photographie : Régis Blondeau
- Montage : Juliette Welfling
- Décors : Anne Bachala
- Chef décorateur : Isabelle Delbecq
- Costumes : Anne Schotte et Leïla Adjir
- Effets visuels : Mikros Image
- Cascades : Philippe Neunreuther et Michel Anderson
- Pays d'origine :  France
- Langues : français et anglais
- Format : couleur - 1,85:1 - 35 mm
- Son : DTS et Dolby Digital
- Visa d'exploitation no 92587
- Genre : comédie dramatique, comédie romantique
- Durée : 80 minutes
- Budget : 8,38 M€

## Distribution
- Fabrice Luchini : Barnie
- Nathalie Baye : Lucie Barnich
- Marie Gillain : Margot
- Hugo Speer : Mark
- Serge Hazanavicius : Alexandre
- Mélanie Bernier : Cécile
- Warren Zavatta : Bo
- Thomas Chabrol : le steward de l'Orient Express
- Debbie Chazen : Jenny
- Ben O'Sullivan : Jeremie
- Olivia Guillet : la standardiste
- Victoria Grulich : la cliente de l'agence de pub
- Juliet Cowan : l'hôtesse

## Box-office
Les données ci-dessous proviennent de l'Observatoire européen de l'audiovisuel. Box-office Europe : 845 575 entrées.
| Pays                  | Distributeur  | Box-office      | Date de sortie |
| Box office Luxembourg | NC            | 1 904 entrées   | NC             |
| Box-office Belgique   | Melimedias    | 28 421 entrées  | 28/03/2001     |
| Box-office Suisse     | NC            | 11 616 entrées  | NC             |
| Box-office Hongrie    | ACFK          | 3 846 entrées   | NC             |
| Box-office France     | Bac Films     | 799 788 entrées | 21/02/2001     |
| Box-office Japon      | Alcine Terran | NC              | NC             |

## Autour du film
- Le tournage s'est déroulé à Calais et Londres.
- Premier long métrage de Bruno Chiche, ce dernier avait déjà rencontré Nathalie Baye alors qu'il était stagiaire sur De guerre lasse (1987) et régisseur adjoint sur Un week-end sur deux (1990). Il la dirigera ensuite avec Jacques Dutronc dans son quatrième court-métrage, Le Pinceau à lèvres (1990).
- Premier rôle au cinéma pour Mélanie Bernier.